# Tabanus menoensis
Tabanus menoensis är en tvåvingeart som beskrevs av Taylor och Chainey 1994. Tabanus menoensis ingår i släktet Tabanus och familjen bromsar.
Artens utbredningsområde är Elfenbenskusten. Inga underarter finns listade i Catalogue of Life.